# كاجال أحمد
كاجال أحمد (مواليد 1967 كركوك، العراق) هي شاعرة وكاتبة وصحفية كردية  معاصرة.

## السيرة الذاتية
ولدت كاجال في كركوك.  عام 1967 من أصول كردية.  بدأت كتابة الشعر في عام 1986، ونشرته في سن 21 عامًا.  تعرف قصائدها بأنها شرسة و حسية وقد اكتسبت سمعة بأنها شجاعة ومؤثرة. والعملة الصعبة في جميع أنحاء العالم الناطقة باللغة الكردية. تم ترجمتها إلى العربية  الفارسية  التركية النرويجية  والإنجليزية . تم إصدار مجموعة «سول أوف سولت»، وهي مجموعة مترجمة باللغة الإنجليزية في عام 2016 من قبل وورد ووركس.
يجذب أسلوب حياة كاجال النقد في محيطه. رفضت ارتداء الحجاب وكتبت عن ثقافة محافظة حدت من خيارات حياة المرأة والتناقضات الكامنة في أعرافها الثقافية. على الرغم من أن الرجال قد انجذبوا إليها، إلا أنهم لم يقدموا الالتزام، وتجنبتها المرأة المحافظة لدرجة أنها شعرت بالعزلة والوحدة.
بالإضافة إلى كتابة الشعر، تعمل أيضًا كصحافية حيث يمكنها كتابة التعليقات والتحليلات الاجتماعية،  وخاصة قضايا المرأة والسياسة. أحمد كانت رئيسة تحرير صحيفة كردستان آي نوي، الصحيفة اليومية للاتحاد الوطني الكردستاني لأكثر من عشر سنوات كما استضافت البرامج على كوردسان توضح كتاباتها التزامها بالحفاظ على الثقافة الكردية وتحرير كردستان والمساواة بين الجنسين.
إلى جانب حفنة من الشعراء والكتابات الإناث الكردية، من بينهم نجيبة أحمد مواليد 1954,فهي تُعتبر مساهمة في تطوير الأدب الكردي.
تعيش وتعمل في السليمانية، العراق.

## عملها
كان شِعرها جزء لا يتجزأ من التقاليد الكردية، ويتناول موضوعها موضوعات النفي والعزلة والوطن والعواطف المتضارب. نشرت سبعة كتب شعرية، وأدرجت أعمالها أيضًا في مختارات من الشعراء العراقيين المهمين .